# Asthenes helleri
Asthenes helleri е вид птица от семейство Furnariidae. Видът е световно застрашен, със статут Уязвим.

## Разпространение
Видът е разпространен в Боливия и Перу.